# Сизикас, Кейси
Кейси Сизикас (англ. Casey Cizikas; род. 27 февраля 1991, Торонто) — канадский хоккеист, нападающий клуба НХЛ «Нью-Йорк Айлендерс».

## Карьера

### Клубная
Начал карьеру в команде «Миссисога Сент-Майклс Мэйджорс»; по итогам своего первого сезона он стал 10-м по результативности среди новичков.
На драфте НХЛ 2009 года был выбран в 4-м раунде под общим 92-м номером клубом «Нью-Йорк Айлендерс». После выбора на драфте вернулся в состав «Сент-Майклс Мэйджорс», где постепенно стал одним из лидеров команды, набирая два сезона подряд более 60 очков. Он продолжил свою карьеру в фарм-клубе «островитян» «Бриджпорт Айлендерс», где он стал лидером команды по набранным очкам.
Дебютировал в НХЛ 24 февраля 2012 года в матче с «Нью-Йорк Рейнджерс», который «Айлендерс» выиграли со счётом 4:3 в серии послематчевых буллитов. В дебютном сезоне он сыграл 15 матчей в регулярном чемпионате и заработал 4 очка за результативные передачи.
Продолжив играть за фарм-клуб, он был отозван в НХЛ, где 29 января 2013 года в матче с «Питтсбургом» забросил свою первую шайбу и помог своей команде победить со счётом 4:1. Регулярно играя и набирая очки в 4-м звене, его звено был признано экспертами лучшим четвёртым звеном НХЛ.
2 июня 2016 года он подписал с клубом новый пятилетний контракт. Дважды в 2018 и 2019 годах он получал премию Боба Нюстрема, как лучший игрок команды за  лидерство, энергичность и самоотверженность.
1 сентября 2021 года подписал с командой новый шестилетний контракт.

### Международная
В составе молодёжной сборной Канады играл на МЧМ-2011, где стал серебряным призёром. В финале чемпионата канадцы проиграли сборной России со счётом 3:5, хотя выигрывали по ходу матча со счётом 3:0.

## Статистика
| Легенда | Легенда                    | Легенда | Легенда                   | Легенда | Легенда    |
| ------- | -------------------------- | ------- | ------------------------- | ------- | ---------- |
| И       | Количество проведённых игр | Штр     | Штрафное время            | +/−     | Плюс-минус |
| Г       | Голы                       | П       | Голевые передачи          | О       | Очки       |
| -       | Статистика неизвестна      | —       | Статистика не учитывалась |         |            |